# Гімназія Петра

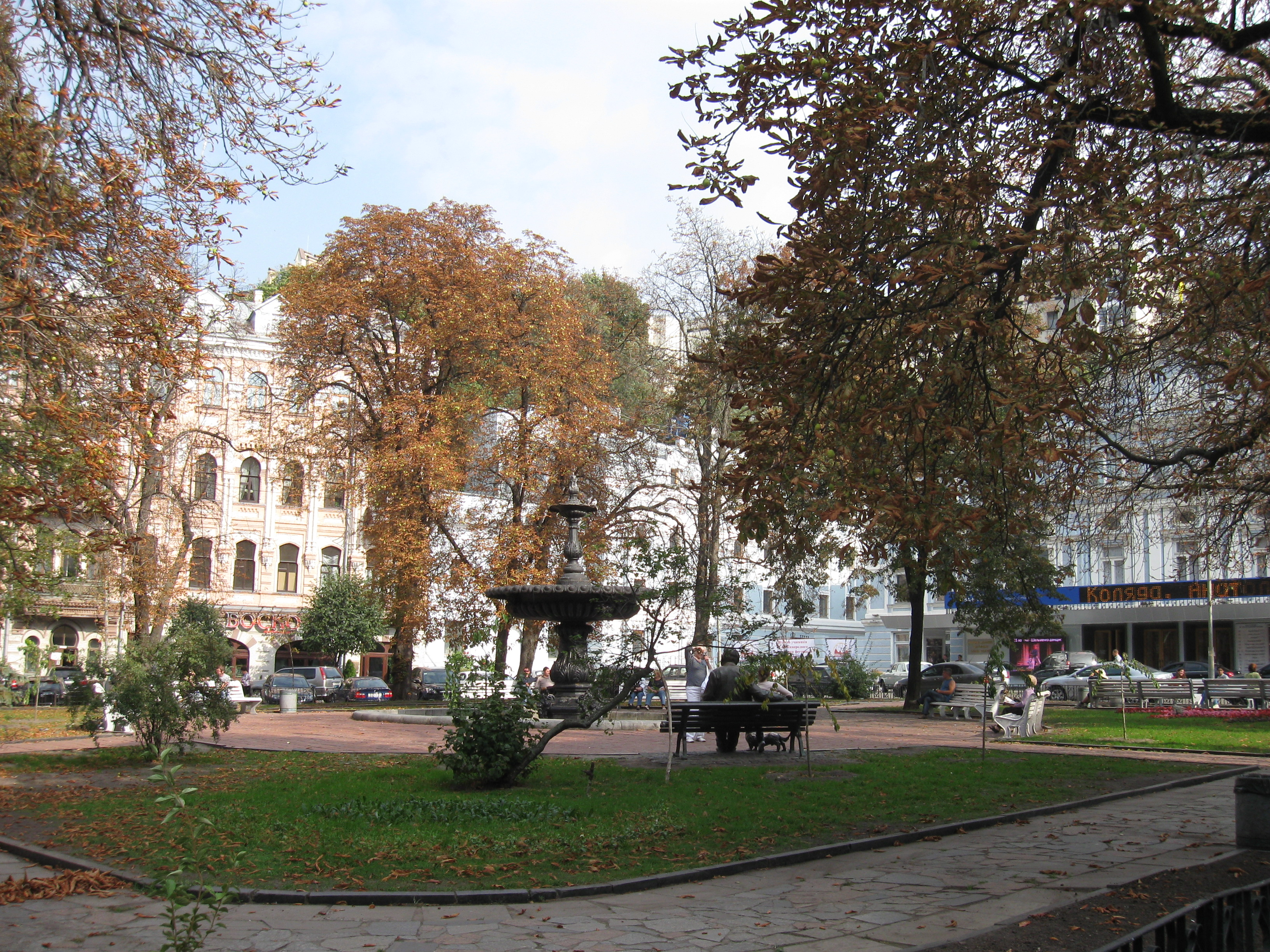
Будівля колишньої «гімназії Групи батьків», наступниці гімназії Петра, на пл. І. Франка, 5 (світлий будинок в глибині площі, ліворуч)

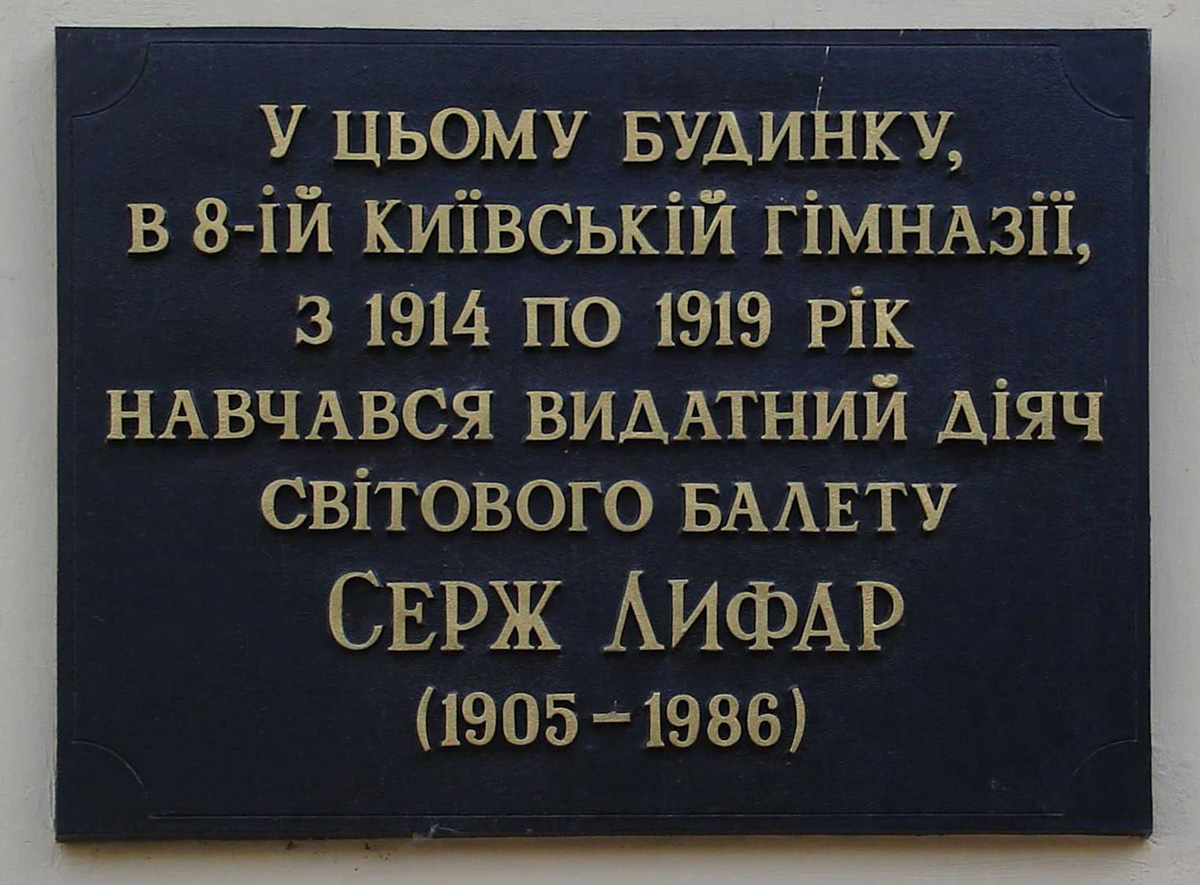
Меморіальна дошка на згадку про танцюриста Сержа Лифара

Гімназія В'ячеслава Петра, згодом Гімназія Групи батьків, Восьма київська гімназія — приватний середній загальноосвітній заклад, заснований в Києві В. І. Петром.

## Історія
Український педагог чеського походження В'ячеслав Петр, що спершу був директором п'ятої гімназії, відрізнявся ліберальними поглядами. Його не задовольняли казенні умови державних гімназій, тож він вирішив заснувати власну гімназію, де міг би мати більше свободи для реалізації власних педагогічних поглядів. Гімназія Петра діяла у будинку № 16 по Володимирській вулиці, поблизу Софійської площі. Проте влада систематично чинила йому перешкоди, і врешті у 1909 році В'ячеслав Петр був змушений відмовитися від директорства прямо посеред навчального року. Проте батьки учнів не хотіли допустити закриття школи, вони вибрали ініціативний комітет і самі взяли у свої руки управління гімназією, що стала називатися «гімназія Групи батьків».
Пізніше гімназія Групи батьків переїхала в приміщення на нинішній пл. Івана Франка, 5 (тепер «Київенерго») й стала Київською восьмою гімназією.
Найвідомішим випускником цієї гімназії був танцюрист Серж Лифар, що закінчував тут навчання, розпочате у Першій гімназії.
З 1912 року директором гімназії Групи Батьків був Павлович Йосип Якович.

## Викладачі
- Тарнавський Петро Іванович — закон Божий.